# Ballad of Hollis Brown
«Ballad of Hollis Brown» es una canción escrita por Bob Dylan, publicada en 1964 en su álbum The Times They Are A-Changin'. 
Musicalmente, esta canción es un blues simple.
De acuerdo con Michael Gray, la guitarra y la estructuración melódica de "Hollis Brown" es propia de los Apalaches.
"Hollis Brown" basa acordes, melodía y la estructura de los versos, en la balada Pretty Polly, una canción que Dylan interpretó en el Gaslight Club sólo dos años antes. La canción dura un poco más de 5 minutos. 
Líricamente, esta canción se compone de 11 versos que llevan al oyente a una sombría granja de Dakota del Sur, donde un agricultor pobre (Hollis Brown), su esposa y sus cinco hijos, que viven en la pobreza extrema, son objeto de más dificultades. En la desesperación, el hombre mata a su mujer y a sus hijos con una escopeta para al final suicidarse. 
El crítico David Horowitz ha dicho de esta canción: 

Técnicamente hablando, "Hollis Brown" es una vuelta de tuerca. Una balada es normalmente una composición que pone a uno a una distancia de su historia. Esta balada, sin embargo, es relatada en segunda persona y en presente, por lo que no sólo se forja un vínculo inmediato entre el oyente y la figura de Hollis, sino que es irónico el hecho de que los únicos que saben la difícil situación que está viviendo Hollis Brown, los únicos a los que les importa, son los oyentes que no pueden ayudarlo, aislados de él, tal y como nosotros estamos aislados en una sociedad de masas...[cita requerida]

De hecho, la perspectiva de blues en sí, sin concesiones, aislada y sardónica, expresa magníficamente la sordidez de la realidad de América. Y lo que puede ser una poderosa expresión, una vez que ha sido liberado (como lo ha hecho en las manos de Dylan) de su egocéntrica servidumbre. Un ejemplo claro de la dura e irónica visión que se asocia con el blues (y también del poder que Dylan ha aprendido a partir de Woody Guthrie) se encuentra en las últimas líneas de Hollis Brown: 
Hay siete personas muertas en una granja de Dakota del Sur,
Hay siete personas muertas en una granja de Dakota del Sur,
En algún lugar en la distancia hay siete nuevas personas que nacen.
Según Dylan la canción, se trata de una «verdadera historia». No puedes dejar de identificarte con el protagonista, preguntándote, "¿Qué podría hacer por mi familia?" 
Dylan ha tocado "Hollis Brown" en vivo inmediatamente después de su composición en 1962, durante el "regreso" Bob Dylan and The Band 1974 Tour, y en Live Aid en 1985. También ha hecho aparición en el Never Ending Tour.

## Versiones
- Stone The Crows: The BBC Sessions Volume 1 (1969-1970) (1998)
- Mike Seeger (con Bob Dylan): Third Annual Farewell Reunion (1995)
- Nina Simone: Let It All Out (1965)
- Hugues Aufray: Chante Dylan (1965), Au Casino de Paris (1996)
- Nazareth: Loud 'N' Proud (1974)
- Leon Russell: Stop All That Jazz (1974)
- Thee Headcoats
- The Stooges: Death Trip (1987), Open Up and Bleed (1988)
- The Neville Brothers: Yellow Moon (1989), Doin' Dylan' 2 (2002)
- Stephen Stills: Stills Alone (1991)
- Old Blind Dogs: Legacy (1995)
- The Zimmermen: The Dungeon Tapes (1996)
- Kevn Kinney: The Flower & the Knife (2000)
- Hootie and the Blowfish: A Tribute to Bob Dylan, Volume 3: The Times They Are A-Changin' (2000)
- Dudley Connell and Don Rigsby: Another Saturday Night (2001)
- Cornelis Vreeswijk: Kalle Holm (1972, Swedish)
- Entombed: Wreckage (EP, 1997), Black Juju (EP, 1998)
- Rise Against: Ballad of Hollis Brown (2012)